# آلوین و سمورچه‌ها (بازی ویدئویی)
«آلوین و سمورچه‌ها» (انگلیسی: Alvin and the Chipmunks) یک بازی ویدئویی در سبک موزیکال است که توسط براش اینترتیمنت در سال ۲۰۰۷ برای پلت‌فرم‌های نینتندو دی‌اس، وی، اکس‌باکس، پلی‌استیشن ۲ و مایکروسافت ویندوز منتشر شده‌است.